# Laurent-Perrier
Laurent-Perrier è una delle più grandi case produttrici di champagne del mondo con sede a Tours-sur-Marne, nella regione della Champagne-Ardenne.

## Storia
André Michel Pierlot fondò nel 1812 la casa vinicola con l'acquisizione di vigneti siti nei comuni di Bouzy, Tours-sur-Marne ed Ambonnay. Alla sua morte l'attività fu rilevata dal suo cantiniere, Eugene Laurent. Successivamente sotto la gestione della vedova di questi, Mathilde Emilie Perrier, la casa adottò l'attuale nome (inizialmente Veuve Laurent-Perrier, vale a dire "Vedova Laurent-Perrier") portandola al successo. Sua figlia, Eugénie Hortense Laurent, dopo la crisi seguita alla prima guerra mondiale vendette l'azienda a Marie-Louise Lanson de Nonancourt nel 1939.. Nel dopoguerra si deve a Bernard de Nonancourt il rilancio e l'affermazione del marchio ai vertici mondiali.

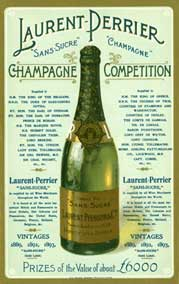
Un manifesto pubblicitario del 1905

## Produzione
Nel 2014 Laurent-Perrier si è confermato quinto produttore mondiale di champagne.
Alcuni dei principali prodotti sul mercato sono:
- Demi Sec (45% Chardonnay, 35% Pinot Nero e 20% Pinot Meunier)
- Ultra Brut (55% Chardonnay, 45% Pinot Nero)
- Alexandra Rosé (20% Chardonnay, 80% Pinot Nero)
- Grand Siècle (55% Chardonnay, 45% Pinot Nero)
- Cuvée Rosé (Pinot Nero)
- Brut (50% Chardonnay, 35% Pinot Nero e 15% Pinot Meunier)
- Brut Millesimé (50% Chardonnay, 50% Pinot Nero)